# Харченко Наталія В'ячеславівна
Харченко Наталія В'ячеславівна (нар. 4 листопада 1953) — український медик, науковець, професор. Завідувач кафедри гастроентерології, дієтології і ендоскопії НМАПО імені П. Л. Шупика , член-кореспондент Національної академії медичних наук України.

## Біографічні відомості
Народилася в Одесі в сім'ї лікарів (батько — нейрохірург, мати — хірург).
Освіта. 1970 р. вступила до Ворошиловградського медичного інституту,
1976 р. закінчила з відзнакою за спеціальністю лікувальна справа.
1978—1980 рр. навчалась в клінічній ординатурі, в 1980—1983 рр. — в аспірантурі за спеціальністю «Внутрішні хвороби».
1983 р. захистила кандидатську дисертацію та отримала науковий ступінь кандидата медичних наук.
1987 р. призначена асистентом кафедри гастроентерології та дієтології Київського інституту вдосконалення лікарів, працювала на посаді доцента та професора кафедри.
1994 р. захистила докторську дисертацію та отримала науковий ступінь доктора медичних наук.
З 1996 року працює завідувачем кафедри гастроентерології, дієтології і ендоскопії НМАПО імені П. Л. Шупика.

## Захист дисертаційних робіт
1994 р. Доктор медичних наук, «Немедикоментозні методи лікування хворих з виразковою хворобою»,
14.00.05 — внутрішні хвороби, консультант — професор І. І. Дегтярьова.

## Лікувальна і наукова діяльність
Проводить профілактичну та лікувальну роботу, консультує хворих з складними випадками захворювань органів травлення та поєднаної патології.
Основні напрямки наукової та практичної діяльності: розробка та вивчення нових ефективних методів профілактики, діагностики та лікування хворих гастроентерологічного профілю, розробка та вивчення впливу дієтотерапії при різній патології внутрішніх органів, питання профілактичного харчування з метою покращення якості життя та профілактики захворювань внутрішніх органів.
Н. В. Харченко — засновник наукового напрямку — клінічна дієтологіяв Україні.
Проводить просвітницьку роботу серед населення з метою підвищення рівня знань з питань культури харчування (виступи на радіо, телебаченні, публікації в газетах та журналах).
Під керівництвом Н. В. Харченко в Україні започатковано проведення Міжнародних конгресів «День здорового травлення», які проходять під патронатом Всесвітньої гастроентерологічної асоціації http://health-ua.com/articles/3682.
Під керівництвом Н. В. Харченко заснована та 19 років працює Національна Школа гастроентерологів, гепатологів України, яка щорічно приймає на своїх сесіях понад 1000 лікарів різних спеціальностей.
www.nmapo.edu.ua/index.php/uk/naukovi-shkoli/170-naukovi-shkoli-shcho-rozvivayutsya/3824-shkola-z-gastroenterologiji [Архівовано 26 березня 2017 у Wayback Machine.]
Є членом редколегії кількох профільних журналів.
З 2003 року по теперішній час — Голова консультативно-експертної групи «Гастроентерологія. Лікарські засоби» ДП «Державний експертний центр МОЗ України».
З 2009 року — головний позаштатний спеціаліст МОЗ України зі спеціальності «Гастроентерологія».
Здійснює роботи по розробці, затвердженню та впровадженню Настанов та Протоколів надання медичної допомоги хворим гастроентерологічного профілю.

## Патенти
Має ряд патентів з питань профілактики та діагностики захворювань органів травлення.

## Учні
Під керівництвом професора Н. В. Харченко і при її консультуванні захищено 14 кандидатських і дві докторські дисертації.

## Перелік ключових публікацій
Н. В. Харченко є автором понад 450 наукових робіт.
- Монографія «Вірусні гепатити» (2002),
- «Сучасні аспекти клінічної дієтології» (2004),
- «Сучасна дієтотерапія органів травлення» (2005),
- посібники «Дієтотерапія при захворюваннях печінки, жовчовивідних шляхів та підшлункової залози» (2008),
- «Хронічні гепатити та цирози печінки» (2015),
- підручники «Дієтологія» (2011), (2012),
- «Гастроентерологія» (2007),
- «Гастроентерологія» у ІІ томах (2016).

## Міжнародна співпраця
Н. В. Харченко — лідер Української Гастроентерологічної Асоціації, член Всесвітньої та Об'єднаної Європейської гастроентерологічних асоціацій, член Європейської асоціації запальних захворювань кишечника (ЕССО) та Європейської асоціації по вивченню печінки (EASL), член Європейської асоціації по ентеральному та парентеральному харчуванню.
Разом з членами Комітету з освіти Європейської асоціації гастроентерології, нутриціології і ендоскопії (EAGEN) проводить навчальні цикли для лікарів України та бере участь в проведенні циклів післядипломної освіти для лікарів інших країн.
Співробітники кафедри під керівництвом Н. В. Харченко проводять міжнародні клінічні дослідження лікарських засобів згідно принципам GCP.